# Залізнична платформа 39 км Радгоспна
Радгоспна або Совхозна (рос. Совхозная) — населений пункт (тип: залізнична станція) у Новосибірському районі Новосибірської області Російської Федерації.
Входить до складу муніципального утворення Березовська сільрада. Населення становить 84 особи (2010).

## Історія
Згідно із законом від 2 червня 2004 року органом місцевого самоврядування є Березовська сільрада.

## Населення
| 2002 | 2007 | 2010 |
| ---- | ---- | ---- |
| 79   | ↗85  | ↘84  |